# Torrents (Santa Eulàlia de Riuprimer)
Torrents és una masia de Santa Eulàlia de Riuprimer (Osona) inclosa a l'Inventari del Patrimoni Arquitectònic de Catalunya.

## Descripció
Edifici civil. Masia d'estructura un xic confosa degut a les dependències que s'annexionaren a la planta quadrada amb espieres original. Les darreres reformes de la casa han descobert uns arcs de mig punt. S'alçà un pis damunt la vessant esquerra a la part dreta i formant angle recte s'hi adossà un cos rectangular de tres pisos i cobert a tres vessants i amb galeries a la part de llevant. A la part esquerra hi ha un altre cos afegit.
Al davant del portal, rectangular, hi devia haver l'antiga lliça. Actualment hi ha un pati enllosat tancat per un portal. L'estat de conservació és bo.

## Història
Masia del terme de Santa Eulàlia de Riuprimer ampliada i reformada al segle xvii.
Fou masoveria del mas Dalmau de Muntanyola i fou Antoni Dalmau que l'amplià al 1683.
L'any 1915 fou adquirida per la senyora Genis i Riu, la qual amplià i reformà de nou el mas, en el qual sojornava els estius el bisbe de Vic i per aquest motiu s'hi bastí la capella situada a la part posterior del mas.